# شين كاروين
شين بانيستر كاروين (بالإنجليزية: Shane Bannister Carwin؛ مواليد 4 يناير 1975) هو مقاتل فنون قتالية مختلطة أمريكي سابق. كان يُنافس في فئة الوزن الثقيل في يو إف سي، وبطل يو إف سي للوزن الثقيل المؤقت السابق. يعتبر من أصعب الرياضيين الذين قاتلوا في يو إف سي.

## سجل فنون القتال المختلطة
| السجل المهني |        |         |
| 14 نزال      | 12 فوز | 2 خسارة |
| ضربة قاضية   | 8      | 0       |
| إخضاع        | 4      | 1       |
| قرار القضاة  | 0      | 1       |

## نزالات الدفع مقابل المشاهدة
| #  | الحدث        | المبلغ    |
| -- | ------------ | --------- |
| 1. | يو إف سي 116 | 1،160،000 |
| 2. | يو إف سي 131 | 330،000   |

## وصلات خارجية
- شين كاروين على موقع يو إف سي (الإنجليزية)
- شين كاروين على موقع شيردوغ (الإنجليزية)
- شين كاروين على موقع Tapology.com (الإنجليزية)
- شين كاروين على موقع IMDb (الإنجليزية)
- شين كاروين على موقع قاعدة بيانات الفيلم (الإنجليزية)